# Patrick Erras
Patrick Erras (Amberg, 21 gennaio 1995) è un calciatore tedesco, centrocampista dell'Holstein Kiel.